# デジタル人材育成学会
デジタル人材育成学会（でじたるじんざいいくせいがっかい、英: Development of Digital Human Resources、略称：DDHR）とは、2021年4月にデジタル人材の育成に関わる諸問題の研究および応用を促進し、会員相互の知識や知見の交換を図るとともに、産業の進歩発展に寄与することを目的として設立された日本の学会である。

## 概要
デジタル人材育成学会は、「ビジネスでの実践」と「アカデミックな知見」を融合するプラットフォームの実現を目指す、いわば新世代の学会である。
清新な学会運営を標榜し、以下の精神にて運営を行っている。
①権威主義の排除
②社会的貢献の優先
③不偏不党、独立不羈

## 特徴
通常の学会では当然となっている研究発表会への参加や発表は全て無料であり、学会誌も電子媒体で誰もが無料で閲覧可能となっている。これは設立時に初代会長角田仁が掲げた「開かれた場」を体現している。

## 学会誌
学会誌「デジタル人材育成学会誌」は、収集した知見や事例を社会に発信することを目的に2023年より発行されている。
- デジタル人材育成学会誌 第1巻 1号

## 学会DAO
2023年3月、Aragon上に日本初となる「学会DAO」を立ち上げた。DAOを活用したデジタル人材育成のユースケースの構想や実験的な取り組み（例：講座開発・研修実施やテキスト制作）、またその研究結果を共有する予定。
参加者は当面の間学会関係者内での招待制としているが、今後は誰もが参加出来るよう準備を進めている。

## 関連書籍
- 角田仁『デジタル人材育成宣言: 「デジタル化＆DX」の現状と人材育成』（クロスメディア・パブリッシング　2021年）
- 角田仁『ユーザーシフト宣言: ユーザー企業中心のデジタル人材育成へ』（クロスメディア・パブリッシング　2022年）
- 角田仁『新生デジタル部門宣言: ＩＴ部門の解体統合と情報システム子会社の吸収合併』（クロスメディア・パブリッシング　2023年）